# Lądowisko Krzywa
Lądowisko Krzywa – lądowisko w Osłej, położone w gminie Gromadka, w województwie dolnośląskim, ok. 17 km na północny wschód od Bolesławca. Lądowisko należy do Stowarzyszenia Consensus Lex.
Lądowisko powstało w 2012 na terenie byłego wojskowego lotniska Krzywa, figuruje w ewidencji lądowisk Urzędu Lotnictwa Cywilnego.
Dysponuje betonową drogą startową o długości 1000 m.

## Historia
Obszar lotniska o powierzchni ok. 150 hektarów trafił w polskie ręce jesienią 1993. Grunt został przekazany gminie Gromadka (a dokładniej do miejscowości Osła), sam teren byłego portu uległ szybkiej dewastacji. Lotnisko miało betonową drogę startową RWY 10/28 o długości 2450 m i szerokości 60 m. Obecnie jest ona częściowo rozebrana.
Od 1 sierpnia 2011 wschodnia część pasa startowego została kupiona i wynajęta Stowarzyszeniu Consensus Lex. W 2012 powstało lądowisko Krzywa. Stowarzyszenie uruchamiło Ośrodek Szkoleniowy.
Przez pewien okres nadzieje na reaktywację lotniska dla celów cywilnych łączono ze spółką Krzywa SA, która obiecywała budowę terminala cargo zorientowanego na obsługę ruchu towarowego z obszaru Niemiec. Ostatecznie jednak plany te nie zostały zrealizowane, a w 1997 r. teren przekazano Legnickiej Specjalnej Strefie Ekonomicznej, rozparcelowano i przeznaczono pod inwestycje.